# Cambio psicológico
El desarrollo psicológico es un proceso de cambio continuo. Los psicólogos evolutivos han estudiado dichos cambios y entre sus conclusiones se encuentran las siguientes:
1. La vida es un juego entre el cambio y la continuidad.
2. Los cambios interactúan unos con otros a modo de un sistema, de tal manera que un cambio en un aspecto afecta a otros aspectos, tanto en nuestras vidas como en las de los que nos rodean.
3. Que un cambio en apariencia pequeño puede llegar a tener unos efectos impresionantes, así como un gran cambio puede no tener consecuencias importantes en la estructura básica de la persona.

El estudio del desarrollo humano pasa inevitablemente por el análisis de los contextos en los que el individuo está inmerso, y de la influencia que tienen en la persona.
La psicología evolutiva, o psicología del desarrollo, estudia, entre otros aspectos de estos cambios, los siguientes:
- cómo, por qué y en qué dirección cambian las personas
- por qué unas personas difieren de otras en su evolución
- las intervenciones terapéuticas, ya sean preventivas, correctivas o enriquecedoras.